# ホセ・マリア・バサンタ
ホセ・マリア・バサンタ（José María Basanta, 1984年4月3日 - ）は、アルゼンチン・ブエノスアイレス州トレス・サルヘントス出身の元サッカー選手。元アルゼンチン代表。現役時代のポジションはディフェンダー。

## 経歴

### クラブ
2003年にプリメーラ・ディビシオン（1部）のエストゥディアンテス・デ・ラ・プラタからデビューした。2006年にはプリメーラB・ナシオナル（2部）のオリンポ・デ・バイーア・ブランカに移籍し、2006-07シーズンにはアペルトゥーラ2006とクラウスーラ2007の両方で優勝してプリメーラ・ディビシオンに自動昇格した。2007年には古巣エストゥディアンテスに移籍したが、これといった活躍はしていない。
2008年、アルゼンチン人のリカルド・ラボルペ監督の求めに応じてリーガMXのCFモンテレイに移籍した。モンテレイではレギュラーに定着しリーガMXではアペルトゥーラ2009とアペルトゥーラ2010で優勝。自身はアペルトゥーラ2010とクラウスーラ2012でリーグ最優秀センターバックに選出された。CONCACAFチャンピオンズリーグでは2010-11シーズンから3連覇を達成。2013年のFIFAクラブワールドカップでは、準々決勝のラジャ・カサブランカ戦 (1-2) でチーム唯一となる得点を決めた。
2014年7月25日、イタリア・セリエAのACFフィオレンティーナへ完全移籍。10月29日のウディネーゼ戦でセリエAデビューを果たし公式戦34試合に出場した。しかし翌2015-16シーズンにはゴンサロ・ロドリゲスの存在やダヴィデ・アストーリの加入もあって序列が下った。
2015年8月31日、古巣CFモンテレイへ1年間のレンタルで復帰し、2016年6月29日に完全移籍した。
2020年9月5日、現役引退を発表した。

### 代表
2012年3月26日、ボリビア戦でアルゼンチン代表デビューした。2014W杯・南米予選では終盤の4試合に出場し、エセキエル・ガライやフェデリコ・フェルナンデスなどとセンターバックのコンビを組んだ。
2014 FIFAワールドカップのメンバーにも選出され、ラウンド16のスイス戦と準々決勝のベルギー戦に左サイドバックとして出場した。

## 人物・プライベート
- 2013年にはメキシコ国籍を取得した[5]。

- 7歳年上のゴンサロ・パボーネ、2歳年上のマリアーノ・パボーネは従兄弟。パボーネ兄弟はバサンタとは違っていずれもフォワードである。

## 代表歴

### 出場大会
- アルゼンチン代表
  - 2014 FIFAワールドカップ

### 試合数
- 国際Aマッチ 12試合 0得点（2013年-2014年）[6]

| アルゼンチン代表 | 国際Aマッチ | 国際Aマッチ |
| 年               | 出場        | 得点        |
| ---------------- | ----------- | ----------- |
| 2013             | 7           | 0           |
| 2014             | 5           | 0           |
| 通算             | 12          | 0           |

## タイトル

### クラブ
オリンポ・デ・バイーア・ブランカ
- プリメーラB・ナシオナル (2) : アペルトゥーラ2006, クラウスーラ2007

CFモンテレイ
- リーガMX (3) : アペルトゥーラ2009, アペルトゥーラ2010, アペルトゥーラ2019
- コパ・メヒコ (1) : アペルトゥーラ2017
- CONCACAFチャンピオンズリーグ (4) : 2010-11, 2011-12, 2012-13, 2019
- インテルリーガ (1) : 2010

### 個人
- リーガMX 最優秀センターバック (2) : アペルトゥーラ2010, クラウスーラ2012